# Роза Люксембург (Росія)
Ро́за Люксембу́рг (рос. Роза Люксембург) — село у складі Сакмарського району Оренбурзької області, Росія.

## Населення
Населення — 28 осіб (2010; 22 у 2002).
Національний склад (станом на 2002 рік):
- казахи — 36 %
- таджики — 27 %